# Radiola (marque)
Pour les articles homonymes, voir Radiola.
Pour la station de radio, voir Radiola (station).
Radiola est le nom du premier émetteur de radio privé français, d'une émission de radio et d’une marque française d'électronique, qui apparaissent en 1922. À partir de 1924, l'émission de radio et le centre d'émission changent de nom. Quant à la marque, elle représente d'abord des appareils radio, puis des téléviseurs et de l'électroménager à partir des années 1950. En 1929, Radiola devient une division commerciale de la société La Radiotechnique, puis de Philips. En 2016, la marque est reprise par la société Schneider Consumer Group (anciennement Admea), groupe français créé en 1994 et spécialisé dans les produits électroniques et électroménager grand public.

## Histoire

### La fondation de la société française de radio-électronique
Émile Girardeau, polytechnicien entré ensuite au Génie, se passionne pour la radiotélégraphie et s’intéresse aux services qui établissent des postes pour l’armée et la marine. En 1910, il s’associe avec l’ingénieur Joseph Berthenod : leur idée est de créer une industrie capable de monter des postes complets de TSF ou Télégraphie Sans Fil, sans qu’il soit nécessaire d’aller chercher des pièces auprès de fabricants divers.
Par ailleurs, l’inventeur et mathématicien André Blondel suggère l’utilisation d’une fréquence plus élevée (celle des notes musicales correspondant au « la » du diapason) pour améliorer les émissions de TSF.
L’opportunité se présente de mettre en pratique cette nouvelle fréquence et de financer l’entreprise de Girardeau. Alphonse Fondère, pionnier de l’Afrique noire française, qui possède une compagnie de navigation sur le fleuve Congo, est en effet intéressé par la construction d’une liaison de qualité entre le port de Pointe-Noire et Brazzaville. Alphonse Fondère introduit Blondel et Girardeau auprès de Martial Merlin, gouverneur du Congo, qui offre un contrat de deux cent mille francs pour construire une radio entre les deux villes.
C’est sur la base de ce contrat qu’Émile Girardeau réunit avec quelques amis un capital de cent cinquante mille francs et, le 3 avril 1910, fonde la Société française radio-électrique.
Avec la S.F.R., la France possède désormais une société capable de rivaliser avec des entreprises étrangères comme Marconi’s Wireless Telegraph ou Telefunken.

### Radiola pendant la Première Guerre mondiale
La Première Guerre mondiale offre l’occasion à la SFR de se développer. De fait, la société livre soixante-cinq stations fixes, dix-huit mille postes d’avions, trois cents postes de navires et autant de postes mobiles sur véhicules. Elle commence aussi à construire des alternateurs de haute fréquence.
À la fin du conflit, la Banque de Paris et des Pays-Bas investit dans la SFR, encouragée par son développement pendant la guerre. Un pool d’investisseurs est créé. C’est la naissance, en 1918, de la Compagnie générale de télégraphie (CSF) dont Émile Girardeau est le président. Elle s’organise en une holding qui chapeaute trois sociétés :
- la SFR ou Société française radio-électrique, qui produit des alternateurs haute fréquence, des antennes, des centres d'émission et des centres de réception pour la France, l'Algérie et le Maroc ;
- la Radiotechnique (elle-même créée en 1919 à Lyon) dont la CFS a pris le contrôle en 1920 et qui est spécialisée dans la fabrication de tubes électroniques d'émission et de réception pour la TSF ;
- et enfin la Compagnie Radio France, créée en 1921 pour assurer l'exploitation de réseaux internationaux.

### Création de la marque Radiola
Prenant exemple sur des essais de radiodiffusion qui mêlent annonces publicitaires, informations et musiques, et qu’il a découverts aux États-Unis, Girardeau propose en 1921 à l’État un « service public d’informations, de musique, de chant et de diffusion d’œuvres diverses en demandant les ressources à la publicité » et parvient à obtenir des essais de radiodiffusion sous son contrôle financier, technique et administratif.
Parallèlement, dès 1922, à l’instigation du général Ferrié, des émissions régulières sont diffusées depuis l’émetteur militaire de la tour Eiffel. Si les émissions de la tour Eiffel sont antérieures à celles de Radiola, c’est celle-ci qui, par la puissance de son rayonnement et le prestige de ses transmissions, est le véritable berceau de la radiodiffusion française.
Le 6 novembre 1922, une station d’émission SFR est mise en service depuis les ateliers de Levallois-Perret. C’est le premier service européen privé de cette sorte. Le même jour, la SFR dépose la « marque de fabrique et de commerce Radiola » pour tous appareils d’émission ou de réception de concerts musicaux par TSF, auprès du Bureau International de Berne sous le numéro 28 666. Radiola est donc à la fois le nom du poste central lancé par la SFR et celui du premier récepteur construit par la SFR. C’est aussi le nom de la marque.
Radiola commence avec des concerts enregistrés depuis l’auditorium de la SFR, situé à Paris, au 79 boulevard Haussmann. Un câble relie l’auditorium à Levallois-Perret. L'orchestre tzigane de Radiola est dirigé par Gustave Charpentier.

### Création de la CFR et fin de l’émission Radiola
Le 12 janvier 1923, la Compagnie française de radiophonie, société anonyme au capital de huit millions de francs, est fondée par plusieurs fabricants de T.S.F., sous l’égide d’Émile Girardeau, dans l’idée de mettre au point un poste d’émission de qualité. Dans son conseil d’administration, on trouve notamment la « Compagnie générale de TSF », qui représente les industries radioélectriques, Gaumont, la société des Lampes, Thomson, la Banque de Paris et des Pays-Bas. Le 29 mai 1923, la CFR a l’autorisation du gouvernement français pour se substituer à la CSF dans l’exploitation de la station Radiola. Elle invente l’émission sponsorisée, en obtenant de la part du syndicat national des industries radioélectriques le versement de redevances volontaires de la part de fabricants de lampes et, en juin, le versement de subventions par des sociétés privées.
En janvier 1923, le directeur des émissions Radiola est l’ingénieur Maurice Vinot (dit Gabriel Germinet). Les programmes de la station sont élaborés par Henry de Jouvenel, assisté d’un comité spécial que constituent de nombreuses personnalités, tels Paul Valéry ou Maurice Ravel. En mai 1923, Radiola diffuse le combat de boxe Georges Carpentier contre Marcel Nilles, qui a des répercussions en France, en Europe et en Amérique. La devise de Radiola est : « En prise directe avec le monde ».
SFR embauche également Marcel Laporte, ancien acteur de l’Odéon, pour animer ses émissions. Celui-ci a su se démarquer des autres candidats au poste de speaker en ayant compris la façon dont il convient de parler pour éviter les bruits parasites : lentement, sans forcer la voix et en articulant. C’est donc lui qui, le 6 novembre 1922, annonce le premier concert de Radiola. Très populaire, il devient la voix de la station, sous le surnom de « Radiolo ».
Radiola est également la première radio à couvrir des Jeux Olympiques, en l’occurrence ceux d’hiver qui se déroulent à Chamonix. Chaque soir, entre le bulletin d’information et le radio-concert, quelques minutes sont consacrées à la transmission des résultats commentés.
En 1924, la CFR décide de construire un nouveau poste émetteur situé à Clichy. Par la même occasion, la radio change de nom, signant ainsi la fin de l’émission Radiola qui aura duré deux ans. La nouvelle radio se nomme Radio Paris. Parallèlement, les radios privées se multiplient sur tout le territoire. Et l’État développe ses stations régionales, développées par les PTT. Les reportages se multiplient, la fiction radiophonique s’enrichit.
En 1933, l’émetteur de Radio Paris est repris par l’État qui lance, le 17 décembre, le nouveau Poste National Radio Paris.

### L’accord avec la Radiotechnique puis avec Philips
La Radiotechnique, créée à Lyon en avril 1919, fabrique des lampes d’émission et de réception pour la TSF. En 1922, la SFR prend le contrôle du capital de la Radiotechnique. En 1929, à la tête de la CSF, Émile Girardeau décide de concentrer la SFR sur la fabrication des émetteurs TSF et de confier à la Radiotechnique l’étude et la construction des récepteurs Radiola. Ainsi, la Radiotechnique ajoute t-elle à son activité d’origine la branche « Appareils Radiola ». Celle-ci est désormais un département commercial grand public de la Radiotechnique.
En 1931, la Radiotechnique passe des accords financiers et techniques avec Philips. Cette société néerlandaise, créée en 1891 à Eindhoven, fabriquait et commercialisait initialement des lampes d’éclairage avant d’étendre ses activités, au début des années 1920, à la fabrication de tubes radio, d’appareils d’émission et de réception. Dès 1932, Philips apporte à La Radiotechnique sa branche TSF pour les applications et les territoires qui correspondent à l’activité de la filiale.
Dès 1932, une grande partie des appareils radio Philips ne seront plus importés mais fabriqués dans l’hexagone par les usines de La Radiotechnique, conjointement aux appareils Radiola. Les appareils radio et télévision des marques Philips et Radiola seront alors d’une conception technique totalement identiques avec, toutefois, une esthétique et une stratégie marketing différentes. Les appareils Philips étant positionnés haut-de-gamme et ceux de Radiola comme des appareils robustes. En 1947, la CSF cède La Radiotechnique à Philips qui introduit 47 % des actions en bourse.
Dans l’histoire de Philips, la situation de la France est atypique. D’une manière générale, le groupe néerlandais s’est développé à l’étranger en imposant sa marque comme marque phare et en suscitant une deuxième marque moins haut de gamme. En outre, les marchés sont directement alimentés depuis les Pays-Bas.
Ce système ne peut fonctionner en France. En effet, sur le plan commercial, la concomitance de la naissance de Radiola et du développement de son réseau parallèlement à celui de Philips a conduit les deux marques à coexister sur l’ensemble du territoire. Radiola a bénéficié d’une notoriété et d’un ancrage forts qui la situe au niveau des marques leaders sur le marché. Sur le plan industriel, les normes spécifiques à la France (grandes ondes pour les radios, la norme 819 lignes pour les téléviseurs noir et blanc et SÉCAM pour la couleur) ont conduit à développer un outil industriel spécifique et donc un tissu d’usines qui n’existe dans aucun autre pays, hormis la Hollande.
Au total, pendant les années 1950 et 1960 l’outil industriel est devenu puissant avec :
- l’usine de radio et d’autoradio à Rambouillet (1954),
- les usines de télévision à Dreux (1956), séparées pour les châssis et les tubes,
- l’usine de Nogent-le Rotrou (1958) pour les sous-ensembles de télévision,
- l’usine du Mans reprise de l’usine Schneider en 1971, avec des téléviseurs noir et blanc, des  magnétoscopes, des calculatrices, puis des téléphones mobiles.

### Construction d’un réseau
En 1932, le taux d’équipement des foyers français en postes de radio est d’un sur cinq ; il est d’un sur deux en 1936.
Suivant l’exemple anglais et allemand, l’État crée en 1933 une redevance radiophonique payée par les auditeurs afin de financer la radio d’État. Les radios privées vivent déjà des revenus de la publicité.
Pendant ce temps, l’apparence des appareils évolue. Ainsi avec le Radiola 41, fait de deux blocs séparés habillés par un meuble très pratique. De nouveaux progrès acoustiques sont aussi réalisés avec les super-inductance (postes à amplification directe disposant de plusieurs circuits haute fréquence accordés en série).
L’aventure de la TSF est à l’origine d’un réseau qui se constitue dès les années 1930 et s’étend largement sur toute la France. Celui-ci se compose souvent d’abord d’électriciens qui sont les revendeurs des postes dans les villes au fur et à mesure que celles-ci s’équipent. Il comprend également tous les fabricants de postes TSF, ces sans-filistes passionnés et talentueux qui ouvrent des boutiques pour écouler la production. Ils sont capables de monter les postes, ainsi que tous types d’appareils, et jouent un rôle important dans la diffusion des appareils, ainsi que la famille Pagnier en a fourni l’exemple à Trévoux, dans l’Ain.

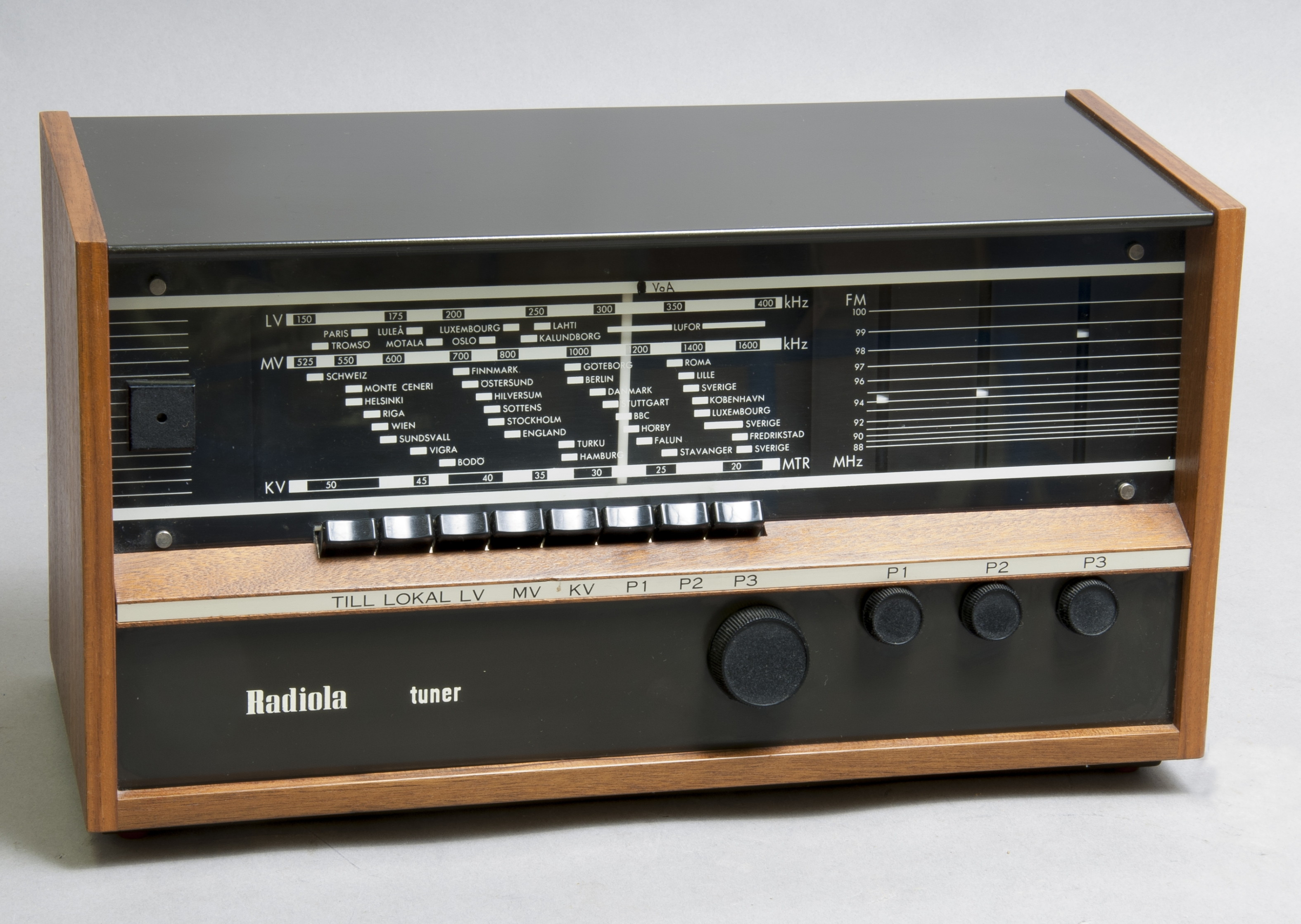
Récepteur radio, Radiola FM en 1964.

Au plus fort de l’action commerciale de la marque, dans les années 1960 et 1970, celle-ci compte jusqu’à vingt-deux succursales. Le réseau est présent dans toutes les villes moyennes, voire les petites villes de province. C’est là que Radiola s’affirme le mieux face aux marques Philips, Thomson, Schneider ou Pathé Marconi. Au total, la plupart des villes importantes et moyennes, possèdent souvent quatre, cinq voire six magasins. Les distributeurs officiels de Radiola créent un lien privilégié avec la marque et s’avèrent être les artisans du lien de proximité entre elle et les clients. Ainsi, entre les années 1950 et les années 1980, la boutique Radiola appartient-elle au paysage familier des villes françaises, au même titre que la boulangerie ou l’église.
Bénéficiant de sa grande notoriété et de la fidélité de sa clientèle, Radiola décide de s’implanter sur le marché de l’électroménager au début des années 1950, ainsi que dans celui de la télévision.
Dans de nombreuses villes, des techniciens s’installent comme revendeurs de télévisions. Pour faciliter leur installation, Philips lance la marque Mediator, sous-marque de Radiola. Il s’agit de téléviseurs très simples de conception et de fabrication et également très peu chers.

### Radiola des années 1970 à nos jours
L’arrivée de la grande distribution dans les années 1970 change la donne. Radiola joue un coup de maître avec la Fnac : fondée en 1954, celle-ci, qui se lance dans l’audio et la photo, met en œuvre sa fameuse remise de 20% pour ses adhérents. André Mercier (entré chez Philips en 1951, chef de ventes pour Radiola à partir de 1955, puis directeur commercial à partir de 1962) décide, avec succès, de tenter l’affaire.
Radiola poursuivra ses relations avec la grande surface de meubles But, puis avec Darty. Les succursales régionales de Radiola se réduisent du même coup à une dizaine dans les années 1970 et disparaissent progressivement jusqu’en 1990.
Tant que la France conserve ses normes qui ne sont pas les standards européens et internationaux, Philips ne peut imposer un approvisionnement depuis la Hollande. Cela ne sera plus le cas par la suite avec, pour la télévision, la disparition de la norme 819 en 1983 et, pour la radio, le développement de la FM.
Au milieu des années 1980, l’arrivée de la concurrence venue de Hong-Kong et du Japon oblige le groupe à se réorganiser.
En 1985, Philips procède à une restructuration de ses activités, sous la présidence de Thierry Meyer. Celui-ci fait réduire le nombre de succursales pour les produits bruns.
Tous les appareils publics sont rassemblés dans la RTIC (Radiotechnique industrielle et commerciale) et les trois départements commerciaux (Radiola, Philips électronique grand public et Schneider-Laden) sont regroupés. Pour conserver toutefois leur autonomie vis-à-vis de l’extérieur, ils sont constitués en société en nom collectif,. Radiola perd ainsi ce qui faisait sa force : sa réactivité et sa proximité. Radiola poursuit toutefois sa communication fondée sur ces caractéristiques, très différente de l’image que continue de promouvoir Philips.
Toutefois de tels arguments prennent du plomb de l’aile à mesure que la France perd ses spécificités techniques.
En janvier 1990, François Mauduit, après un passage par l’électroménager comme PDG de Whirlpool France, est nommé administrateur général de La Radiotechnique Portenseigne, devenue Philips électronique grand public en septembre 1990.
Il regroupe alors la direction des trois marques dans une seule organisation commerciale avec effet au 1er janvier 1991. À partir de cette date, la marque Radiola va  continuer à être commercialisée quelques années de manière épisodique, pour des actions de promotion spécifiques. Le 31 décembre 1990, les forces commerciales des trois marques sont fusionnées.
À partir du premier janvier 1991, pour les produits bruns, ne demeure plus que Philips.
Le groupe néerlandais abandonne la marque en 2002.

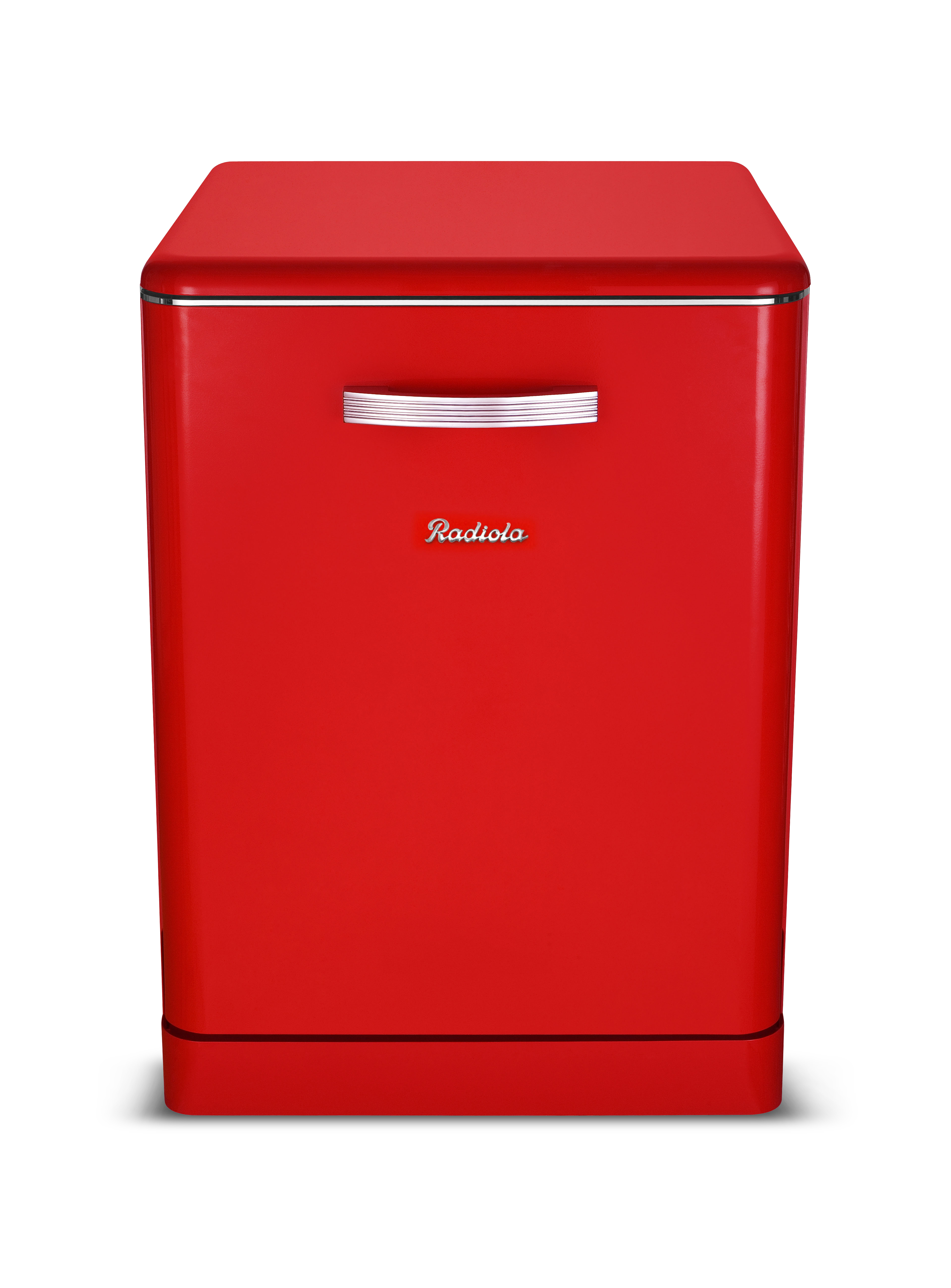
Fichier:Lave vaisselle Radiola en 2019.

En mars 2016, la marque Radiola est à nouveau exploitée à la suite d'un accord de licence signé entre Philips (propriétaire de la marque) et Schneider Consumer, société créée un an plus tôt par la société Admea pour acquérir auprès de Philips la marque Schneider (qui elle-même avait disparu en 2005).
Une étude IPSOS réalisée en février 2016 démontre que la notoriété de la marque est aujourd’hui encore de 66%. En s’appuyant sur cette étude, Schneider Consumer choisit dès 2016 de relancer Radiola sur plusieurs catégories déjà existantes (gros et petit électroménager, téléviseurs, son, traitement de l’air) sans s'interdire de développer des produits plus high tech.  

## Communication

### Communication dans les années 1920
Tout au long de ses premières années, la société communique selon deux axes : la puissance des émissions et la caractéristique des appareils. En vantant le talent de ses ingénieurs capables d’augmenter sans cesse l’amplitude des émissions, la société laisse le public en tirer les conséquences sur la qualité des produits qu’elle construit.
En 1925, alors que les sans-filistes (ou opérateurs de TSF) réclament des postes faciles à régler, la SFR répond : « Il semble que la plupart d’entre eux soient effrayés par cette apparence de science mystérieuse que garde la TSF ; qu’ils se détrompent ! Radiola s’est attachée avant tout à faire des récepteurs qui puissent être mis en œuvre par tout le monde par un bouton de manœuvre, par un condensateur variable qui ne porte que des indications telles qu’avec l’aide du mode d’emploi délivré avec chaque appareil une personne non initiée puisse recevoir telle émission, si elle le désire. On règle un récepteur Radiola comme on met une montre à l’heure ».
En 1927, la SFR lance le Sfer 20. Avec son élégante ébénisterie et le son réputé cristallin qui s’en échappe, il est le clou du salon de la TSF. Le Président de la République Gaston Doumergue en personne est venu l’observer.
L’appareil, dont la gamme d’ondes s’étend de 200 à 3000 mètres, se dispense d’antennes encombrantes, remplacées par un cadre qu’il suffit de poser sous la table. Et, désormais, le réglage se fait avec un seul bouton. Le Sfer 20 résout ainsi le problème des réglages multiples qui décourageait nombre de clients potentiels de la radiophonie.

### La communication de Radiola après la Seconde Guerre mondiale.
Radiola marque aussi l’histoire de l’affiche, avec des affiches signées Hervé Morvan ou René Ravault dit René Ravo. Ce dernier se fait connaître à partir des années 1940, pour son langage clair, coloré, immédiatement compréhensible, et laisse des affiches qui s’inscrivent dans la culture populaire (VéloSoleX, Banania, radio Pathé, Loterie Nationale). Il fournit pour Radiola de nombreuses affiches publicitaires, aussi bien pour les appareils radio que pour d’autres produits. C’est lui qui dessine le perroquet qui est longtemps l’emblème de Radiola.
Le développement de la télévision accroît la présence de Radiola sur le territoire. La stratégie de communication se concentre sur la notion de proximité : l’appareil Radiola est le compagnon familier la vie quotidienne.
François Mauduit, directeur de communication de Radiola en 1971, souligne ce point : « Radiola, c’était le produit de tous les jours dans les familles.  La marque proche de vous. Très service, très “tous les jours“ ».
La robustesse et la fiabilité des équipements sont également mis en avant dans les films publicitaires.
Radiola communique en effet beaucoup, notamment avec des films tournés dans les années 1980 par des réalisateurs reconnus comme Jean-Paul Goude et Jean-Marie Poiré, avec des comédiens comme Yves Robert, Gérard Jugnot, ou encore la star du milieu culturel français Frédéric Mitterrand.